# Alara

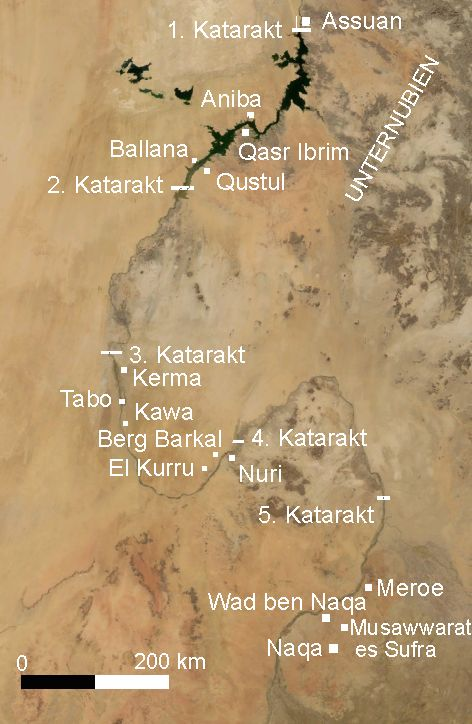
Geografía de Kush (Nubia).

Alara fue gobernante de Napata de 775 a 760 a. C., la capital del país de Kush. Predecesor de los faraones de la dinastía XXV de Egipto.
Tuvo por nombre de nacimiento Alara, y se casó con Kasaqa. Su hija Tabira se desposó con su primo Pianjy (Piye), el faraón fundador de la dinastía XXV de Egipto. En la dinastía napata que gobierna Nubia desde finales del siglo X a. C. Alara es el primer rey conocido con el que comienza la conquista de la Baja Nubia y que continuará su hermano Kashata.
Es el primer soberano conocido del reino de Kush, pero parece que podría ser realmente el séptimo de la dinastía kushita. Al este rey se le consideró el fundador la dinastía de Napata por los posteriores reyes de la vigésimo quinta dinastía kushita.
Alara unificó toda la Nubia Superior, desde Meroe hasta la tercera catarata del Nilo. Estableció Napata como la capital religiosa de Kush, situada inmediatamente después de la cuarta catarata del Nilo.
Alara fue enterrado en El-Kurru en la pirámide n.º 9 y su esposa la reina Kasaqa en la pirámide n.º 23.
Le sucedió en el poder Kashta que extendió su influencia desde Kush hasta Elefantina e inclusive continuó el avance hacia el norte hasta la ciudad de Tebas, tomando su hijo Pianjy el trono de los faraones y fundando una dinastía que gobernó Egipto y Nubia.

## Testimonios de su época
Aparece grabado en el templo de Amón en Kawa.
La literatura Kushita lo muestra gozando de un largo reinado y como una figura profundamente reverenciada.

## Titulatura
| Titulatura | Jeroglífico | Transliteración (transcripción) - traducción - (referencias) |

| Q3 | S34 | i | A2 | E23 · Z1 | r · Z1 |

| Q3 | S34 | i | A2 | E23 · Z1 | r · Z1 |

| Q3 | S34 | i | A2 | E23 · Z1 | r · Z1 |

| Q3 | S34 | i | A2 | E23 · Z1 | r · Z1 |

| Q3 | S34 | i | A2 | E23 · Z1 | r · Z1 |

| Q3 | S34 | i | A2 | E23 · Z1 | r · Z1 |

| Q3 | S34 | i | A2 | E23 · Z1 | r · Z1 |

| Q3 | S34 | i | A2 | E23 · Z1 | r · Z1 |

| Q3 | S34 | i | A2 | E23 · Z1 | r · Z1 |

| Q3 | S34 | i | A2 | E23 · Z1 | r · Z1 |

| Q3 | S34 | i | A2 | E23 · Z1 | r · Z1 |

| Q3 | S34 | i | A2 | E23 · Z1 | r · Z1 |

| Q3 | S34 | i | A2 | E23 · Z1 | r · Z1 |

| Q3 | S34 | i | A2 | E23 · Z1 | r · Z1 |

| Q3 | S34 | i | A2 | E23 · Z1 | r · Z1 |

| Q3 | S34 | i | A2 | E23 · Z1 | r · Z1 |

| i | A2 | E23 · E23 |

| i | A2 | E23 · E23 |

| i | A2 | E23 · E23 |

| i | A2 | E23 · E23 |

| i | A2 | E23 · E23 |

| i | A2 | E23 · E23 |

| i | A2 | E23 · E23 |

| i | A2 | E23 · E23 |

| i | A2 | E23 · E23 |

| i | A2 | E23 · E23 |

| i | A2 | E23 · E23 |

| i | A2 | E23 · E23 |

| i | A2 | E23 · E23 |

| i | A2 | E23 · E23 |

| i | A2 | E23 · E23 |

| i | A2 | E23 · E23 |

| i | A2 | E23 · E23 | i |

| i | A2 | E23 · E23 | i |

| i | A2 | E23 · E23 | i |

| i | A2 | E23 · E23 | i |

| i | A2 | E23 · E23 | i |

| i | A2 | E23 · E23 | i |

| i | A2 | E23 · E23 | i |

| i | A2 | E23 · E23 | i |

| i | A2 | E23 · E23 | i |

| i | A2 | E23 · E23 | i |

| i | A2 | E23 · E23 | i |

| i | A2 | E23 · E23 | i |

| i | A2 | E23 · E23 | i |

| i | A2 | E23 · E23 | i |

| i | A2 | E23 · E23 | i |

| i | A2 | E23 · E23 | i |

| i | A2 | E23 · r | Z1 |

| i | A2 | E23 · r | Z1 |

| i | A2 | E23 · r | Z1 |

| i | A2 | E23 · r | Z1 |

| i | A2 | E23 · r | Z1 |

| i | A2 | E23 · r | Z1 |

| i | A2 | E23 · r | Z1 |

| i | A2 | E23 · r | Z1 |

| i | A2 | E23 · r | Z1 |

| i | A2 | E23 · r | Z1 |

| i | A2 | E23 · r | Z1 |

| i | A2 | E23 · r | Z1 |

| i | A2 | E23 · r | Z1 |

| i | A2 | E23 · r | Z1 |

| i | A2 | E23 · r | Z1 |

| i | A2 | E23 · r | Z1 |

| Predecesor: Dinastía XXIII - Dinastía XXIV | Rey de Kush Dinastía XXV | Sucesor: Kashta |

- Datos: Q533610